# Górki-Sypniewo
Górki-Sypniewo – wieś w Polsce położona w województwie podlaskim, w powiecie łomżyńskim, w gminie Piątnica.
Wierni kościoła rzymskokatolickiego należą do parafii Parafia św. Stanisława Biskupa i Męczennika w Dobrzyjałowie.

## Historia
W latach 1921–1939 wieś leżała w województwie białostockim, w powiecie kolneńskim (od 1932 w powiecie łomżyńskim), w gminie Rogienice.
Według Powszechnego Spisu Ludności z 1921 roku wieś zamieszkiwało 217 osób w 37 budynkach mieszkalnych. Miejscowość należała do parafii rzymskokatolickiej w m. Dobrzyjałowo. Podlegała pod Sąd Grodzki w Stawiskach i Okręgowy w Łomży; właściwy urząd pocztowy mieścił się w m. Mały Płock.
W latach 1954–1972 wieś należała i była siedzibą władz gromady Górki-Sypniewo. W latach 1975–1998 miejscowość należała administracyjnie do województwa łomżyńskiego.

## Gospodarka i organizacje społeczne
Według danych rejestru REGON, na koniec 2023 roku we wsi zarejestrowanych było 9 podmiotów gospodarczych, z czego pięć działało w sektorze budownictwa i przemysłu, a cztery w handlu i usługach. W miejscowości działają również organizacje społeczne, m.in. Fundacja Cyber-Complex, wpisana do KRS w 2020 roku oraz Koło Gospodyń Wiejskich w Górkach-Sypniewo, założone w 2018 roku.